# Le temps perdu
Le temps perdu – utwór francuskiej wokalistki Mathé Altéry, nagrany w 1956 roku i napisany przez André Lodge’a i Rachèle Thoreau. Singiel był jedną z dwóch propozycji, które reprezentowały Francję podczas pierwszego Konkursu Piosenki Eurowizji organizowanego w tym samym roku.
Podczas konkursu, który odbył się 24 maja 1956 roku w Teatro Kursaal w szwajcarskim Lugano, utwór został wykonany jako piąty w kolejności, będąc tym samym pierwszą w historii propozycją kraju wykonaną podczas koncertu finałowego imprezy. Dyrygentem orkiestry podczas występu wokalistki został Franck Pourcel. Z powodu niezachowania się oficjalnych wyników finału konkursu, nieznany jest końcowy rezultat piosenki w ogólnej klasyfikacji.